# Broch von Oxtro

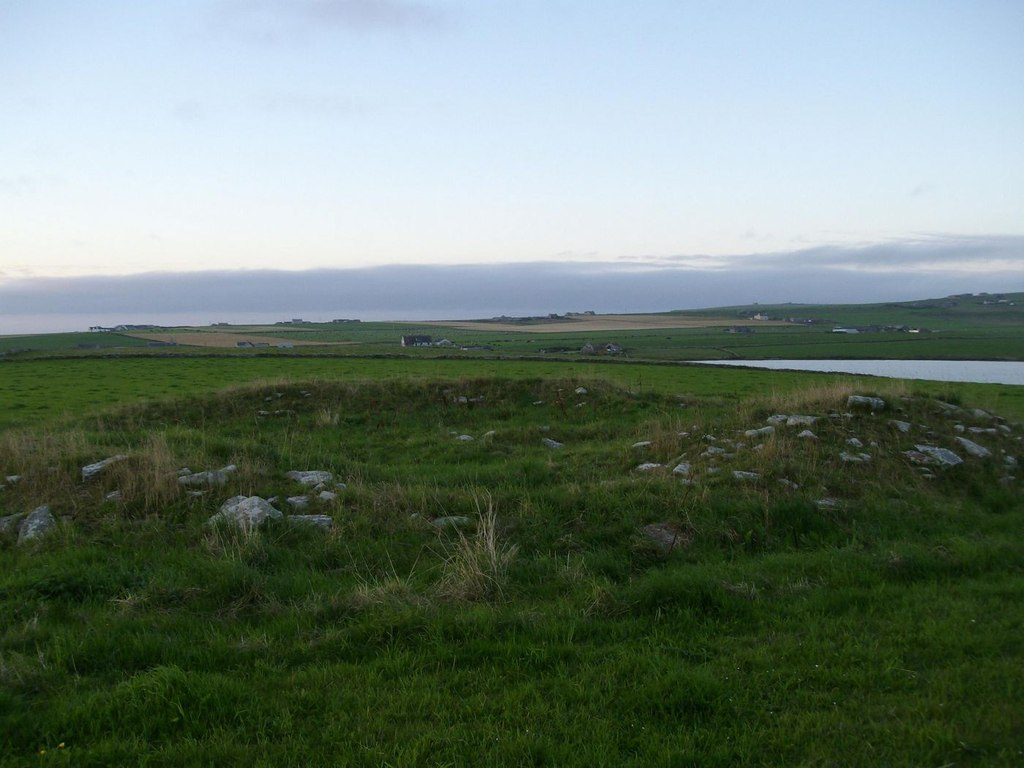
Reste des Broch von Oxtro (2010)

Der Broch von Oxtro (auch Haughster oder Okstrow genannt) ist ein weitgehend abgetragener Broch mit für Orkney ungewöhnlich dünnen Wänden. Er liegt zwischen der A986 und dem Loch of Boardhouse bei Birsay in Harray auf der Orkneyinsel Mainland in Schottland.
Die erhaltenen Reste sind als Scheduled Monument denkmalgeschützt.

## Ausgrabung
1847 ließ der Grundbesitzer den Hügel über dem Broch abtragen. Er fand zunächst viele Steinkisten, die George Petrie (1790–1866) untersuchen konnte, bevor sie zerstört wurden. Sie bestanden aus Steinplatten, waren 75 bis 90 cm lang, etwa 45 cm breit und tief und enthielten verbrannte Knochen und Asche. Ein „Adler“ soll in einen der Decksteine geschnitten worden sein, aber diese Platte wurde in eine Mauer eingebaut, bevor Petrie ankam. Eine der Kisten enthielt ein schalenförmiges Steingefäß mit Asche und Knochensplittern.
Petrie setzte die Ausgrabungen unter den Kisten fort und fand die Ruinen eines runden Gebäudes, dessen Wände zu diesem Zeitpunkt noch bis zu 1,8 m hoch waren. Die Reste stehen heute knapp 60 cm über dem umliegenden Feld. Petrie und Laing nahmen an, dass der Broch aus der spätestens Steinzeit stammt, da sie die Kisten für bronzezeitlich hielten. Der Broch lag in Trümmern und war von Erde bedeckt, bevor die Kisten eingebracht wurden. Diese Diagnose wurde gestellt, obwohl im Broch eine Scherbe römischer Tonwaren gefunden wurde.
Der Westbogen war zerstört worden, bevor Petrie eintraf. Er enthielt zweifellos den Zugang. Im Osten wurde eine intramurale Treppe freigelegt, mit der Treppennische links und Stufen nach rechts. Eine lange Wandnische mit Zugang zum zentralen Hof am Ende, anstatt wie üblich in der Mitte befand sich im Nordwesten. Im zentralen Bereich wurde ein Brunnen gefunden, dessen Abfluss in Richtung des defekten Zugangsbereichs führte. Eine gerade Wand über den Innenhof führte überragte den Brunnen, muss also eine sekundäre Einfügung sein. Eventuell sekundär waren mehrere Radialplatten an der Innenwand. Es wurden Zweifel an der Zuverlässigkeit der Aufzeichnung dieser Merkmale auf dem Lageplan geäußert.
Der Broch kann aufgrund des Fragmentes der römischen Töpferware der Eisenzeit zugeordnet werden. Die eingebrachten Kisten sind daher nicht bronzezeitlich, sondern noch später. Der „Adler“ auf einem der Decksteine lässt annehmen, dass die Begräbnisstätte zumindest teilweise piktisch war, aber die Krematorienen in den Kisten oder Töpfen lassen vermuten, dass auf Orkney eine alte Grabtradition aus der Voreisenzeit überlebte.
1963 ergaben einen Außendurchmesser von 21,8 m und eine Wandstärke von 3,8 m; der Wandanteil würde somit etwa 34,9 % betragen. Messungen der erhaltenen Innenwandfläche ergaben 1985, dass der zentrale Hof einen Durchmesser von 13,66 m hat.

## Funde
Zu den wichtigeren Funden gehören:
Bronze: eine zoomorphe halbkreisförmige Brosche eine verzierte Nadel mit losem Ringkopf aus der Wikingerzeit, ein eisenzeitlicher Kruggriff und ein Ring.
Silber: Nach der Ausgrabung wurde ein zylindrisches Stück Silber mit einer Länge von 6,3 cm und einem Durchmesser von 1,9 cm im Bohrloch gefunden.
Knochenobjekte: mindestens drei langstielige Kämme, ein Knopf, der Kugelkopf eines Eisenstiftes, ein Ring und eine Nadel mit einem dekorativen Anschluss und einem geschlitzten Griff.
Steinobjekte: Lampen, von denen eine römisch zu sein scheint, mehrere grobe Gefäße unterschiedlicher Größe, mehrere Perlen oder Spinnwirtel, darunter ein verzierter, fünf Hammersteine, eine polierte Scheibe mit einem Durchmesser von 9,5 cm, eine angeschlagene Scheibe mit einem Durchmesser von 6,3 cm und drei Spinnwirtel. Ein piktischer Symbolstein.
Keramik: Unter den Scherben sind eine umgestülpte Randscherbe und der Rand einer grobkörnigen Urne. Römische Funde umfassten die Hälfte der Basis eines Terra-Sigillata-Gefäßes aus dem späten 2. oder frühen 3. Jahrhundert n. Chr.
Im Hunterian Museum gibt es einen Steinspinnwirtel und eine Knochenahle von Oxtro, wahrscheinlich aus der Sammlung von J. W. Cursiter.

## Kontext
John W. Hedges hat 52 Brochs auf Orkney bestimmt und 80 analysiert. Nur wenige haben doppelwandige Mauern. Die Zugänge hatten Türsicherungen und Wächterzelle (englisch guard-cell). Mindestens 10 Orkneybrochs haben eine eigene Wasserversorgung (Brunnen im Broch von Breckness). Eine Besonderheit auf Orkney ist das Auftreten zahlloser Nebengebäude auf einer Reihe von Standorten. Der Lingro Broch am Stadtrand von Kirkwall, wurde von George Petrie in den 1870er Jahren ausgegraben. Das zugehörige „Brochdorf“, das größte auf Orkney, wurde völlig abgetragen.